# Афзалов, Гамиль Гимазетдинович
Афза́лов Гами́ль Гимазетди́нович (тат. Гамил Гыймазетдин улы Афзалов 23 мая 1921 года — 20 августа 2003 года) — татарский поэт-сатирик, народный поэт Татарской АССР (1991). Член Союза писателей СССР (1958).

## Биография
Афзалов Гамиль Гимазетдинович (псевдоним Гамиль Афзал) родился 23 мая 1921 года в дер. Такталачук Актанышского района Татарской АССР в крестьянской семье.
В 1931 году его отца выслали как «кулака» на строительство Магнитогорского металлургического комбината. Гамиль учился в татарской семилетней школе № 35 г.Магнитогорска. В 1937 году поступил в педучилище г. Троицка, но через год по состоянию здоровья оставил учёбу.
С 1940 по 1949 гг. работал слесарем механического цеха Магнитогорского металлургического комбината и занимался в татарском драматическом кружке, писал стихи. Позднее стал руководителем этого кружка.
В 1949 г. в связи с ухудшением здоровья ушёл с работы. Несколько месяцев работал комендантом общежития. Затем работал зав. ткацким цехом промартели «Большевик» . По состоянию здоровья в 1954 году уехал к тёте в Башкортостан. До 1964 года жил в Калтасинском районе в деревнях Шарипово и Заболотское.
В 1964 году переехал в Альметьевск.
Первый сборник его стихов «Кар сулары» («Талая вода») был издан в 1957 году.
Гамиль Афзал — автор около сорока книг, напечатанных на татарском, башкирском и русском языках. За сборник стихов «Айлы кичлэр» (1977), за стихи из цикла «Борылам да карыйм» удостоен звания лауреата Республиканской премии имени Габдуллы Тукая.
Приобрёл популярность как юморист и сатирик.
Семья: жена, Нафиса Ганиевна, трое дочерей.

## Основные произведения
Сборник стихов «Вешние воды» («Кар сулары», 1957), «Слово совести» («Вөҗдан сүзе», 1958), «Мир прекрасен» («Дөнья матур», 1959), «Ивы» («Өянкеләр моңы», 1966), «Наследие» («Мирас», 1969), «Поверьте» («Ышаныгыз», 1971), «Осенний сад» («Көзге бакча», 1974), прозаич. книги миниатюр и юморесок «В долгие зимние вечера» («Кышкы озын кичләрдә», 1975).
Писал стихи для детей.

## Награды и премии
- Орден «Знак Почёта» (1981), медали.
- Член Союза писателей СССР (1958).
- Республиканская премия имени Габдуллы Тукая (1974).
- Заслуженный работник культуры ТАССР.
- Народный поэт Татарской АССР.